# Empis tenera
Empis tenera är en tvåvingeart som beskrevs av Syrovatka 1983. Empis tenera ingår i släktet Empis och familjen dansflugor. Inga underarter finns listade i Catalogue of Life.